# كزافييه رود
كزافييه رود (بالإنجليزية: Xavier Rudd) (و. 1978  م) هو مغن مؤلف أسترالي، يستخدم آلات قيثارة.